# Lord Reay

Wappen der Lords Reay

Lord Reay, of Reay in the County of Caithness, ist ein erblicher Adelstitel in der Peerage of Scotland.
Der jeweilige Lord ist erblicher Chief des Clan MacKay.

## Verleihung, nachgeordnete und weitere Titel
Der Titel wurde am 20. Juni 1628 für Sir Donald Mackay, 1. Baronet, geschaffen. Dieser war bereits am 28. März 1627 in der Baronetage of Nova Scotia zum Baronet, of Far, erhoben worden.
Beim Tod des 9. Lords erlosch 1875 die Nachkommenlinie des ältesten Sohnes des 2. Lords und der Titel fiel an einen entfernten Verwandten aus der Nachkommenlinie des zweiten Sohnes des 2. Lords nämlich Æneas Mackay van Ophemert als 10. Lord Reay. Dieser hatte bereits 1854 von seinem Vater den niederländischen Titel Baron Mackay van Ophemert en Zennewijnen geerbt, der diesem am 4. Juni 1822 verliehen worden war.
Sein Sohn, der 11. Lord, wurde am 8. Oktober 1881 in der Peerage of the United Kingdom zum Baron Reay, of Durness in the County of Sutherland, erhoben. Mit dem Titel war damals ein Sitz im britischen House of Lords verbunden. Da der 11. Lord kinderlos blieb, erlosch dieser Titel bereits bei seinem Tod 1921. Der Lordtitel fiel an seinen Cousin, den 12. Lord. Von 1963 bis 1999 berechtigte auch der Lordtitel unmittelbar zu einem Sitz im britischen House of Lords.
Heutiger Titelinhaber ist Aeneas Mackay als 15. Lord.

## Liste der Lords Reay (1628)
- Donald Mackay, 1. Lord Reay (1591–1649)
- John Mackay, 2. Lord Reay († 1681)
- George Mackay, 3. Lord Reay (1678–1748)
- Donald Mackay, 4. Lord Reay († 1761)
- George Mackay, 5. Lord Reay (um 1735–1768)
- Hugh Mackay, 6. Lord Reay († 1797)
- Eric Mackay, 7. Lord Reay (1773–1847)
- Alexander Mackay, 8. Lord Reay (1775–1863)
- Eric Mackay, 9. Lord Reay (1813–1875)
- Æneas Mackay, 10. Lord Reay (1806–1876)
- Donald Mackay, 11. Lord Reay (1839–1921)
- Eric Mackay, 12. Lord Reay (1870–1921)
- Æneas Mackay, 13. Lord Reay (1905–1963)
- Hugh Mackay, 14. Lord Reay (1937–2013)
- Æneas Mackay, 15. Lord Reay (* 1965)

Titelerbe (Heir apparent) ist der Sohn des aktuellen Titelinhabers Alexander Mackay, Master of Reay (* 2010).